# Parti politique européen
Un parti politique européen, connu précédemment sous le nom de parti politique au niveau européen et informellement sous le nom d' Europarti  est un type d'alliance politique européenne reconnue comme parti politique opérant au niveau transnational en Europe et au sein des institutions de l'Union européenne (UE). Ils sont réglementés et financés par le règlement européen 1141/2014 relatif au statut et au financement des partis politiques européens et des fondations politiques européennes, et leurs opérations sont supervisées par l’Autorité pour les partis politiques européens et les fondations politiques européennes (APPF).
Les partis politiques européens – composés principalement de partis membres nationaux et de quelques membres individuels – font campagne lors des élections européennes, pour lesquelles ils adoptent souvent des manifestes décrivant leurs positions et leurs ambitions. Avant les élections, certains d’entre eux désignent leur tête de liste (aussi connu sous le nom de Spitzenkandidat) visant à devenir le prochain président de la Commission européenne. Le travail des partis européens peut être complété par celui d'une fondation politique européenne officiellement affiliée ; les fondations sont indépendantes des partis européens et contribuent au débat public sur les questions politiques et l'intégration européenne.
Les homologues des partis européens au Parlement européen sont les groupes politiques du Parlement. Les partis européens influencent le processus décisionnel du Conseil européen par le biais de réunions de coordination avec les chefs d’État et de gouvernement qui leur sont affiliés. Ils travaillent également en étroite collaboration avec leurs membres au sein de la Commission européenne.
Outre les partis politiques européens enregistrés, de nombreuses autres entités sont politiquement actives au niveau européen sans répondre aux critères d’enregistrement ou sans souhaiter s’enregistrer.

## Histoire

### Années 1970
Les premiers partis politiques européens se sont constitués dans les années 1970, à l'approche des premières élections du Parlement européen au suffrage universel direct (adopté en 1976 et utilisé pour la première fois en 1979). En 1973, à la suite de l'élargissement de la Communauté européenne au Danemark, à l'Irlande et au Royaume-Uni, le congrès socialiste élargi se réunit à Bonn et inaugure la Confédération des partis socialistes de la Communauté européenne. En mars 1976, la Fédération des partis libéraux et démocrates d'Europe est fondée à Stuttgart par des partis du Danemark, de France, d'Allemagne, d'Italie, du Luxembourg et des Pays-Bas. Quelques mois plus tard, en juillet, des représentants de partis de Belgique, de France, d'Allemagne, d'Irlande, d'Italie, du Luxembourg et des Pays-Bas se réunissent à Luxembourg et fondent le Parti populaire européen.

### Années 1990

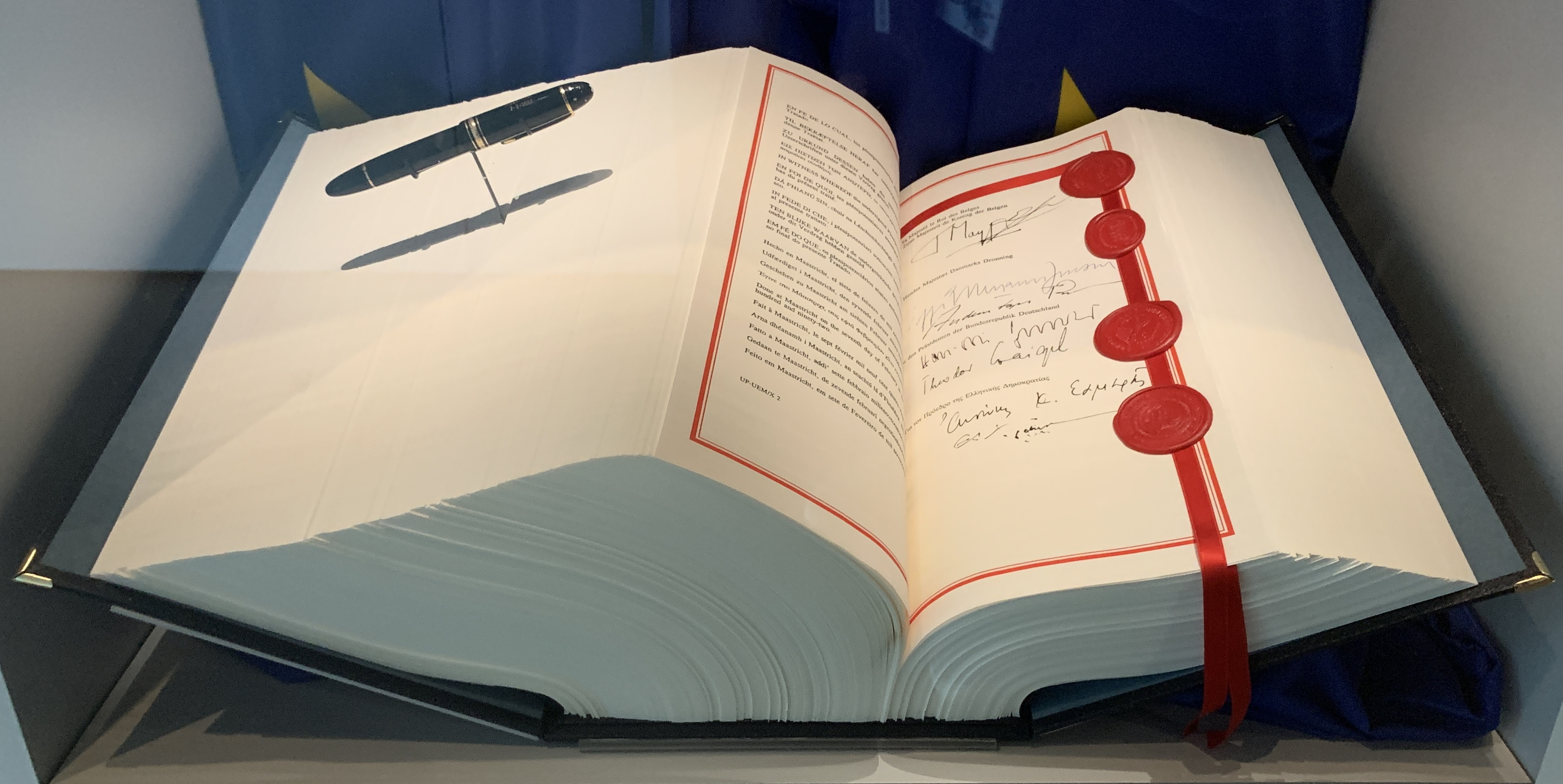
Traité de Maastricht (1992), reconnaissant l'existence des partis politiques européens

En 1992, l'article 41 du traité de Maastricht ajoute l'article 138a au traité de Rome. L'article 138a (dit article sur les partis ) stipule que « les partis politiques au niveau européen sont importants en tant que facteur d'intégration au sein de l'Union. Ils contribuent à la formation d'une conscience européenne et à l'expression de la volonté politique des citoyens de l'Union », reconnaissant ainsi officiellement l'existence des partis politiques européens.
En 1997, le traité d'Amsterdam établit les modalités de financement des partis européens autorisées par l'article sur les partis (renuméroté article 191). Ceci fournit un mécanisme par lequel les partis européens peuvent être payés à partir du budget de l’Union européenne, et les partis européens commencent à dépenser leurs fonds. Ces dépenses comprenent le financement de partis nationaux, un résultat qui n’était pas initialement prévu.

### 2000–2003
En juin 2000, la Cour des comptes européenne estime que le financement des partis politiques européens ne doit pas être effectué au moyen de crédits réservés aux groupes politiques du Parlement européen, comme c'était le cas depuis longtemps. Cette décision conduit le traité de Nice de 2001 à ajouter un deuxième paragraphe à l'article 191 du traité sur le fonctionnement de l'Union européenne (à l'époque, le « traité instituant la Communauté économique européenne ») pour autoriser explicitement le financement des partis politiques européens à partir du budget de l'Union européenne. Le nouveau paragraphe stipule que « le Conseil, statuant conformément à la procédure visée à l'article 251, établit le statut des partis politiques au niveau européen, et notamment les règles relatives à leur financement ». La référence à « l'article 251 » fait référence à la procédure de codécision, qui implique à la fois le Parlement européen et le Conseil en tant que colégislateurs.
En novembre 2003, le Parlement européen et le Conseil de l'Union européenne adoptent le règlement 2004/2003 « relatif au statut et au financement des partis politiques au niveau européen ». Le règlement 2004/2003 fournit la première définition officielle des partis politiques européens et crée un cadre juridique pour leur financement public.
Ce cadre prévoit que, sur une enveloppe totale destinée aux partis européens, 15% soient répartis de manière égale (la somme forfaitaire) et 85% soient répartis proportionnellement au nombre de députés européens de chaque parti (le financement basé sur les députés). En outre, le financement public ne peut pas dépasser 75% des dépenses remboursables d'un parti européen (appelé « taux de cofinancement ») ; cela signifie que les partis européens sont tenus de lever 25% de leur budget à partir de sources privées spécifiques (les « ressources propres »), telles que des dons ou des cotisations de leurs membres. Le règlement 2004/2003 introduit également des obligations de transparence, des plafonds de dons et des interdictions de dépenses, y compris une interdiction du financement direct ou indirect des partis et candidats nationaux.

### 2004–2007
Le règlement est ensuite précisé par la décision du Bureau du Parlement européen du 29 mars 2004 et modifié par le règlement 1524/2007.
En particulier, le règlement 1524/2007 clarifie le cadre de financement et modifie le taux de cofinancement, permettant au financement public provenant du budget général de l'Union européenne d'atteindre 85% des dépenses remboursables des partis européens. Ce changement signifie que les partis européens n’ont besoin de fournir que 15% de leur budget en cofinancement privé.
Le règlement 1524/2007 permet également aux partis européens de créer des fondations politiques européennes affiliées, des entités distinctes contribuant au débat sur les questions européennes, organisant des conférences, effectuant des recherches, et mettant en relation des fondations politiques nationales partageant les mêmes idées. Enfin, le règlement révisé permet explicitement aux partis européens de financer les campagnes menées pour les élections au Parlement européen.

### 2014

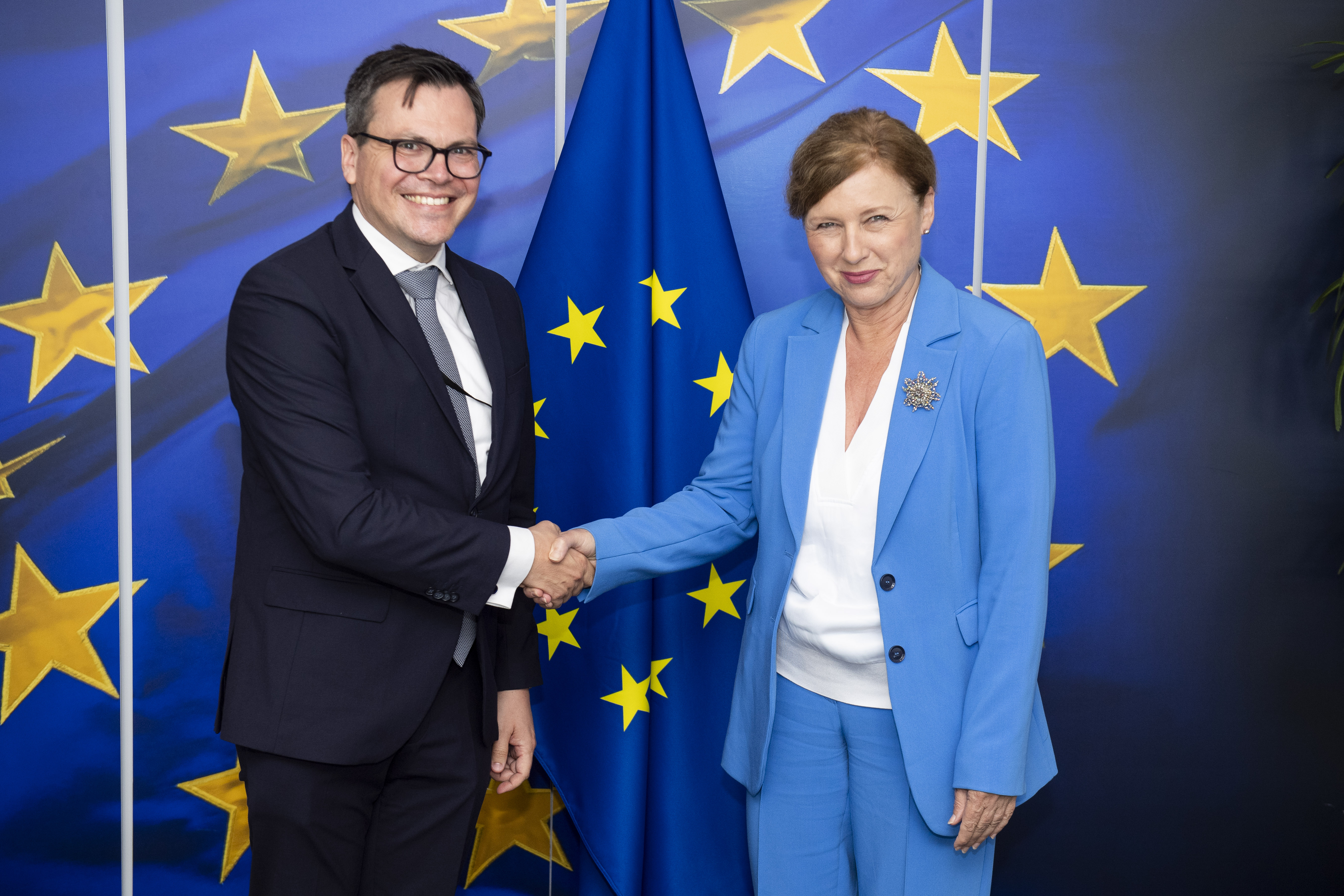
Vĕra Jourová, vice-présidente de la Commission européenne en charge des valeurs et de la transparence, et Pascal Schonard, directeur de l'APPF

En octobre 2014, le Parlement européen et le Conseil adoptent le règlement 1141/2014, qui remplace le règlement 2004/2003 et remanie le cadre législatif des partis et fondations politiques européens, notamment en leur conférant un statut juridique européen. Il crée également l’Autorité pour les partis politiques européens et les fondations politiques européennes (APPF), une entité autonome chargée d’enregistrer, de contrôler et d’imposer des sanctions aux partis et fondations européens.
Le règlement 1141/2014 s'applique à compter du 1er janvier 2017 et couvre les activités des partis et fondations européens à compter de l'exercice 2018. Depuis lors, les demandes de financement public sont déposées auprès de l'APPF, mais les décisions de financement restent du ressort du Parlement européen.

### 2018–2019
En mai 2018, le Parlement européen et le Conseil adoptent le règlement 2018/673, qui modifie le règlement 1141/2014 en détaillant les dispositions relatives à l'enregistrement des partis politiques et des fondations politiques, et à la transparence concernant les programmes politiques et les logos des partis.
Le règlement 2018/673 introduit notamment un certain nombre de modifications, notamment les suivantes :
- dans le montant global des financements publics disponibles, les parts de la somme forfaitaire et du financement basé sur les députés europées sont portées, respectivement, à 10 et 90% (contre 15 et 85% auparavant) ; et
- Le taux de cofinancement des partis européens est ramené à 10% (contre 15% auparavant).

En mars 2019, le Parlement européen et le Conseil adoptent le règlement 2019/493, qui modifie à nouveau le règlement 1141/2014. Les changements portent principalement sur l’utilisation des données personnelles par les partis politiques et les fondations européennes. Les modalités de mise en œuvre du règlement sont plus tard mises à jour par la décision du Bureau du Parlement européen du 1er juillet 2019.

### Années 2020
En juin 2021, conformément à l'article 38 du règlement 1141/2014, les députés Charles Goerens (ADLE) et Rainer Wieland (PPE) de la commission des affaires constitutionnelles du Parlement européen (AFCO) présentent un projet de rapport sur la mise en œuvre du règlement 1141/2014. En ce qui concerne le financement, le projet de rapport demande à la Commission et aux colégislateurs de clarifier la définition du financement indirect des partis politiques européens et des fondations européennes aux partis membres nationaux, de supprimer l'interdiction de financer les campagnes référendaires sur les questions européennes, d'autoriser le financement des partis européens par des partis nationaux non européens (ce qui, à la suite du Brexit, signifie que les partis politiques au Royaume-Uni ne peuvent plus financer les partis européens), d'élargir les catégories de financement privé, de diminuer le taux de cofinancement des partis européens et de simplifier les procédures comptables.
En novembre 2021, la Commission européenne propose un texte pour un nouveau règlement visant à remplacer le règlement 1141/2021, en utilisant la procédure de refonte. Le document de la Commission propose une définition de la publicité politique, renforce les dispositions sur l'équilibre entre les sexes, clarifie les exigences relatives à l'affichage du logo du parti politique européen par ses partis membres et étend l'obligation de se conformer aux valeurs de l'UE aux partis membres. En ce qui concerne le financement, cette proposition conserve la suggestion du Parlement européen d'abaisser le taux de cofinancement des partis européens (en le faisant passer de 10 à 5%, et à 0% les années électorales). Elle comprend également une nouvelle catégorie de « ressources propres », permettant aux partis européens de lever des fonds privés à partir d'activités économiques spécifiques, telles que les frais de séminaires ou les ventes de publications ; le financement de cette nouvelle catégorie serait plafonné à 5% du budget des partis européens. Enfin, elle propose de permettre aux partis européens de recevoir des contributions de partis membres nationaux situés dans des États membres du Conseil de l’Europe non membres de l’UE. La commission AFCO du Parlement européen critique la décision de la Commission européenne d'opter pour la méthode de refonte, qui limite de fait les discussions aux dispositions du règlement que la Commission a décidé de modifier et empêche une révision plus large du règlement.
En mars 2022, le Conseil de l’Union européenne adopte un accord politique (sa propre position de négociation). En juillet 2022, la commission AFCO du Parlement européen adopte sa propre position, qui est approuvée en session plénière en septembre 2022. Des trilogues entre le Parlement européen, le Conseil de l’Union européenne et la Commission européenne ont eu lieu en septembre, octobre et novembre 2022, ainsi qu’en mars 2023, mais n’aboutissent pas à un accord.

## Organisation

### Inscription
L'article 3 du règlement 1141/2014 énumère les critères suivants pour qu'une entité puisse s'enregistrer en tant que parti politique européen auprès de l'APPF :
- Il doit s'agir d'une alliance politique, définie à l'article 2 comme une « coopération structurée entre partis politiques et/ou citoyens. »[note 2] En outre, dans son arrêt ACRE c. Parlement de novembre 2020, le Tribunal de l'Union européenne a précisé que le terme « citoyen », tel qu'utilisé dans le règlement 1141/2014, signifiait « citoyens de l'Union » et que les partis politiques situés hors de l'UE ne pouvaient pas être considérés comme des partis politiques au sens du règlement 1141/2014 parce qu'ils n'étaient pas composés de citoyens de l'Union[26].
- elle doit avoir son siège dans un État membre, comme indiqué dans ses statuts ;
- ses partis membres doivent être représentés, dans au moins un quart des États membres, par des députés au Parlement européen, aux parlements nationaux, aux parlements régionaux ou aux assemblées régionales, ou l'entité elle-même ou ses partis membres doivent avoir recueilli, dans au moins un quart des États membres, au moins trois pour cent des suffrages exprimés dans chacun de ces États membres lors des dernières élections au Parlement européen ;
- ses partis membres ne doivent pas être membres d’un autre parti politique européen ;
- elle doit respecter, notamment dans son programme et ses activités, les valeurs sur lesquelles l'Union est fondée, telles qu'elles sont exprimées à l'article 2 du TUE[27]
- elle ou ses membres doivent avoir participé aux élections au Parlement européen, ou avoir exprimé publiquement l'intention de participer aux prochaines élections au Parlement européen ; et
- elle ne doit pas poursuivre de buts lucratifs.

En outre, l'article 4 impose les conditions suivantes concernant la gouvernance des partis européens :
- les statuts doivent être conformes aux lois applicables de l’État membre dans lequel le parti a son siège ;
- les statuts doivent inclure des dispositions couvrant les points suivants :
  - le nom et le logo du parti, qui doivent être clairement distinguables de ceux des autres partis et fondations européens ;
  - l'adresse de son siège social ;
  - un programme politique définissant son but et ses objectifs ;
  - une déclaration selon laquelle il ne poursuit pas de buts lucratifs ;
  - le nom de sa fondation politique affiliée et une description de leur relation (le cas échéant) ;
  - son organisation administrative et financière et ses procédures, précisant notamment les organes et offices investis des pouvoirs de représentation administrative, financière et juridique ainsi que les règles relatives à l'établissement, à l'approbation et à la vérification des comptes annuels ; et
  - la procédure interne à suivre en cas de dissolution volontaire ;
- les statuts doivent également contenir des dispositions sur l'organisation interne du parti couvrant au moins les points suivants :
  - les modalités d’admission, de démission et d’exclusion de ses membres, la liste de ses partis membres étant annexée aux statuts ;
  - les droits et devoirs associés à tous les types d’adhésion et les droits de vote correspondants ;
  - les pouvoirs, les responsabilités et la composition de ses organes directeurs, en précisant pour chacun les critères de sélection des candidats et les modalités de leur nomination et de leur révocation ;
  - ses processus internes de prise de décision, notamment les procédures de vote et les exigences de quorum ;
  - son approche en matière de transparence, notamment en ce qui concerne la comptabilité, les comptes et les dons, la confidentialité et la protection des données personnelles ; et
  - la procédure interne de modification de ses statuts.

### Adhésion
Les partis politiques européens sont majoritairement constitués de partis membres nationaux. En outre, les citoyens européens peuvent devenir membres individuels de certains partis européens, en fonction des dispositions des statuts de ces partis.
Le décompte des députés européens aux fins du financement public européen est distinct de la question de l'adhésion individuelle, car les députés sont considérés comme « membres d'un parti européen » principalement s'ils sont membres des partis nationaux membres d'un parti européen. En conséquence, de nombreux partis européens comptent plus de députés européens que de membres individuels.

#### Partis membres
Les partis membres sont des partis politiques nationaux dont les modalités d’adhésion sont décrites dans les statuts du parti politique européen. Dans son arrêt ACRE c. Parlement de novembre 2020, le Tribunal de l'Union européenne a précisé que les partis politiques situés hors de l'UE ne peuvent pas être considérés comme des partis politiques au sens du règlement 1141/2014, car ils ne sont pas composés de citoyens de l'Union.
Dans ses directives, l'APPF précise que les partis européens « sont libres de coopérer avec des partis ou des organisations au moyen de formes auxiliaires d'association (par exemple, observateurs, partenaires, associés, affiliés) », mais seul un membre peut être déclaré conforme aux critères d'enregistrement, et lui seul peut fournir des contributions financières en tant que membre. Être considéré comme membre « nécessite un lien d'adhésion véritable avec le parti politique européen », qui comprend « un ensemble complet de droits et d'obligations [...] notamment le droit de vote/participation/accès aux documents » et « une cotisation appropriée ».

#### Membres individuels
Il n’existe pas de définition juridique de ce qui constitue une adhésion individuelle, ce qui conduit les partis européens à les définir différemment. Un trait commun est leur absence de (ou faible) participation à la prise de décision ; certains partis comprennent des organes internes représentant les membres individuels avec un vote collectif, d’autres ne leur accordent aucun droit de vote. 
Le graphique ci-dessous montre l'évolution du nombre de membres individuels par parti européen, tel que rapporté par le Parlement européen :
Membres individuelsMembres individuels des partis politiques européens010002000300040005000201920202021202220232024ALDEPPCECREPDEALEPVEGEELAPPEESNPatriotesPSE

### Financement
- PPE: 30,5 %
- PSE: 20,5 %
- ALDE: 15,1 %
- PVE: 12,4 %
- CRE: 5,6 %
- GE: 5,2 %
- Patriotes: 3,4 %
- ALE: 2,6 %
- PDE: 2,6 %
- PPCE: 2,1 %

Les partis européens utilisent des fonds publics et privés pour financer leurs activités ; le financement public se réfère exclusivement au financement provenant du budget général de l'Union européenne et ne peut pas provenir directement des États membres ou de pays tiers, ou d'entités sous leur contrôle.
En ce qui concerne le financement public, le Parlement européen alloue chaque année un montant total pour financer les partis politiques européens remplissant les conditions requises pour bénéficier d'un financement public européen : 10 % de ce montant est distribué sous la forme d'une somme forfaitaire, allouée de manière égale à tous les partis européens remplissant ces conditions, tandis que 90 % est distribué au prorata du nombre de députés européens de chaque parti.
Pour l'exercice 2025, les partis politiques européens se sont vus attribuer un total de 46 millions d'euros. En fonction de leur propre demande de financement public européen et du montant de leurs « dépenses remboursables », les partis européens peuvent in fine recevoir moins que leur allocation maximale. Le financement public européen représente la grande majorité des revenus des partis européens.
Par exemple, la comparaison entre les allocations maximales et des montants finaux de financement public pour l'année 2021 était la suivante :
| Parti européen | Parti européen | Allocation maximale | Montant final | Part de l'allocation maximale obtenue |
| -------------- | -------------- | ------------------- | ------------- | ------------------------------------- |
|                | PPE            | 12.327.545 €        | 10.720.235 €  | 86,96%                                |
|                | PSE            | 8.116.650 €         | 7.204.815 €   | 88,77 %                               |
|                | ALDE           | 5.302.504 €         | 5.302.504 €   | 100,00 %                              |
|                | PVE            | 4.347.644 €         | 4.347.644 €   | 100,00 %                              |
|                | CRE            | 4.143.031 €         | 1.958.597 €   | 47,27 %                               |
|                | Patriotes      | 4.620.461 €         | 1.191.906 €   | 25,80 %                               |
|                | GE             | 1.836.000 €         | 1.836.000 €   | 100,00 %                              |
|                | PDE            | 914.400 €           | 914.400 €     | 100,00 %                              |
|                | ALE            | 1.073.839 €         | 928.957 €     | 86,51 %                               |
|                | PPCE           | 732.817 €           | 732.817 €     | 100,00 %                              |

En ce qui concerne le financement privé, les partis européens reçoivent principalement des contributions financières de leurs partis membres (au niveau national), qui, à leur tour, reçoivent presque toujours un financement public des États membres. Les dons des personnes morales (entreprises, associations, etc.) et, surtout, des particuliers ne jouent qu'un rôle limité.
L'APPF surveille les dons et les contributions versés aux partis politiques européens et publie une liste annuelle des donateurs.

### Sanctions
L'article 6 du règlement 1141/2014 habilite l'APPF à imposer des sanctions aux partis européens, comme détaillé à l'article 27.

#### Cadre règlementaire
L'APPF peut radier un parti politique européen si :
- il a été reconnu coupable d’avoir participé à des activités illégales portant atteinte aux intérêts financiers de l’Union;
- il ne répond plus à un ou plusieurs critères d’enregistrement ;
- la décision d’enregistrer le parti était fondée sur des informations incorrectes ou trompeuses ; et
- il a gravement manqué aux obligations qui lui incombent en vertu du droit national.

L'APPF peut appliquer des sanctions financières à un parti européen si :
- il n’a pas soumis en temps voulu des amendements à ses statuts ni une liste actualisée de ses partis membres ;
- il ne respecte pas ses obligations de gouvernance ;
- il n’a pas transmis en temps voulu la liste des donateurs et leurs dons correspondants ;
- il ne respecte pas ses obligations comptables ou de reporting ;
- il est reconnu coupable d’avoir participé à des activités illégales portant atteinte aux intérêts financiers de l’Union;
- il a omis des informations ou fourni des informations fausses ou trompeuses ;
- il a abusé des règles de protection des données personnelles pour influencer les élections au Parlement européen ;
- il a accepté des dons ou des contributions illicites ; et
- il a violé les interdictions de financement.

En outre, le Parlement européen peut exclure un parti européen de tout financement public futur pour une période pouvant aller jusqu’à dix ans s’il s’est livré à des activités illégales préjudiciables aux intérêts financiers de l’Union, ou s’il a omis des informations ou fourni des informations fausses ou trompeuses.

#### Pénalités
Pour les « infractions non quantifiables », la sanction financière s'échelonne de 5 à 20% du budget annuel du parti politique européen, et 50% de son budget annuel lorsqu'il s'est livré à des activités illégales portant atteinte aux intérêts financiers de l'Union.
Pour les « infractions quantifiables », la sanction financière s'échelonne de 100 à 300% des sommes irrégulières perçues ou non déclarées, jusqu'à un maximum de 10% du budget annuel du parti.

#### Sanctions appliquées
En octobre 2023, l'APPF a sanctionné le Parti Identité et Démocratie pour avoir « intentionnellement fourni au public des informations incorrectes sur la composition de son conseil d'administration ». La sanction financière appliquée s'élevait à 5% du budget annuel du parti, soit 47 021 €,.

## Partis politiques européens
Au mois de décembre 2024, il existe douze partis politiques européens enregistrés auprès de l'APPF :
| Parti politique européen | Parti politique européen                                         | Parti politique européen | Parti politique européen               | Parti politique européen   | Parti politique européen | Parti politique européen               | Parti politique européen                     | Politique               | Politique                                                     | Politique              | Membres dans                              | Membres dans               | Membres dans     |
| Nom                      | Nom                                                              | Abbr.                    | Président                              | Secrétaire-Général         | Fondation                | Groupe politique du Parlement européen | Fondation politique européenne               | Échiquier politique     | Idéologie                                                     | Intégration européenne | Dixième législature du Parlement européen | Commission von der Leyen I | Conseil européen |
| ------------------------ | ---------------------------------------------------------------- | ------------------------ | -------------------------------------- | -------------------------- | ------------------------ | -------------------------------------- | -------------------------------------------- | ----------------------- | ------------------------------------------------------------- | ---------------------- | ----------------------------------------- | -------------------------- | ---------------- |
|                          | Parti populaire européen                                         | PPE                      | Manfred Weber (DE)                     | Dolores Montserrat (ES)    | 1976                     | Groupe PPE                             | Wilfried Martens Centre for European Studies | Centre droit            | Démocratie chrétienne Conservatisme Libéral-conservatisme     | Europhilie             | 182 / 720                                 | 11 / 27                    | 11 / 27          |
|                          | Parti socialiste européen                                        | PSE                      | Stefan Löfven (SE)                     | Giacomo Filibeck (IT)      | 1973                     | S&D                                    | Foundation for European Progressive Studies  | Centre gauche           | Social-démocratie                                             | Europhilie             | 136 / 720                                 | 4 / 27                     | 3 / 27           |
|                          | Patriotes.eu                                                     | Patriotes                | Santiago Abascal (ES)                  |                            | 2014                     | PfE                                    | Patriots for Europe Foundation               | Droite à extrême droite | National-conservatisme Populisme de droite                    | Euroscepticisme        | 72 / 720                                  | 0 / 27                     | 1 / 27           |
|                          | Parti des conservateurs et réformistes européens                 | CRE                      | Mateusz Morawiecki (PL)                | Antonio Giordano (IT)      | 2009                     | CRE                                    | New Direction                                | Droite à extrême droite | Conservatisme National-conservatisme, Libéralisme économique, | Euroscepticisme léger, | 70 / 720                                  | 1 / 27                     | 2 / 27           |
|                          | Parti de l'Alliance des libéraux et des démocrates pour l'Europe | ALDE                     | Svenja Hahn (DE)                       | Didrik de Schaetzen        | 1976                     | Renew                                  | European Liberal Forum                       | Centre à centre droit   | Libéralisme                                                   | Europhilie             | 49 / 720                                  | 5 / 27                     | 3 / 27           |
|                          | Parti vert européen                                              | EGP                      | Vula Tsetsi (GR) et Ciarán Cuffe (IE)  | Benedetta De Marte (IT)    | 2004                     | Verts/ALE                              | Fondation verte européenne                   | Centre gauche à gauche  | Écologie politique                                            | Europhilie             | 44 / 720                                  | 0 / 27                     | 0 / 27           |
|                          | L'Europe des nations souveraines                                 | ESN                      | Stanislav Stoyanov (BG)                |                            | 2024                     | ESN                                    |                                              | Extrême droite          | Ultranationalisme Populisme de droite                         | Euroscepticisme dur    | 25 / 720                                  | 0 / 27                     | 0 / 27           |
|                          | Alliance de la gauche européenne pour les peuples et la planète  | ELA                      | Malin Björk (SE) Catarina Martins (PT) | Sophie Rauszer (FR)        | 2024                     | The Left                               |                                              | Gauche                  | Socialisme démocratique Écosocialisme                         | Euroscepticisme léger  | 18 / 720                                  | 0 / 27                     | 0 / 27           |
|                          | Parti de la gauche européenne                                    | PGE                      | Walter Baier (AT)                      |                            | 2004                     | The Left                               | Transform Europe                             | Gauche à extrême gauche | Socialisme démocratique Communisme                            | Euroscepticisme léger  | 16 / 720                                  | 0 / 27                     | 0 / 27           |
|                          | Parti démocrate européen                                         | PDE                      | François Bayrou (FR)                   | Sandro Gozi (IT)           | 2004                     | Renew                                  | Institute of European Democrats              | Centre                  | Centrisme                                                     | Europhilie,            | 10 / 720                                  | 0 / 27                     | 0 / 27           |
|                          | Alliance libre européenne                                        | ALE                      | Lorena López de Lacalle Arizti (ES)    | Jordi Solé (ES)            | 1981                     | Verts/ALE                              | Coppieters Foundation                        | Parti attrape-tout      | Régionalisme Séparatisme Parti politique ethnique             | Europhilie             | 8 / 720                                   | 0 / 27                     | 1 / 27           |
|                          | Parti politique chrétien européen                                | PPCE                     | Valeriu Ghilețchi (MD, RO)             | Maarten van de Fliert (NL) | 2002                     | CRE, Groupe PPE                        | Sallux                                       | Droite                  | Droite chrétienne Conservatisme social                        | Euroscepticisme léger  | 4 / 720                                   | 0 / 27                     | 0 / 27           |

## Anciens partis européens
Les entités ci-dessous étaient précédemment enregistrées auprès de l'APPF.
| Parti politique européen | Parti politique européen                     | Parti politique européen | Chronologie | Chronologie       | Politique      | Politique                             | Politique              | Politique        |
| Nom                      | Nom                                          | Abrév.                   | Fondé       | Radié du registre | Position       | Idéologie                             | Intégration européenne | Groupe politique |
| ------------------------ | -------------------------------------------- | ------------------------ | ----------- | ----------------- | -------------- | ------------------------------------- | ---------------------- | ---------------- |
|                          | Alliance européenne des mouvements nationaux | AEMN                     | 2009        | 2018              | Extrême droite | Ultranationalisme Populisme de droite | Euroscepticisme dur    | NI               |
|                          | Alliance pour la paix et la liberté          | APL                      | 2015        | 2018              | Extrême-droite | Ultranationalisme Néofascisme         | Euroscepticisme dur    | NI               |

Les entités ci-dessous ont été éligibles à un moment donné à un financement public européen ; cependant, elles n'ont jamais été enregistrées auprès de l'APPF.
| Parti politique européen | Parti politique européen                                 | Parti politique européen | Chronologie | Chronologie | Chronologie                                                   | Politique                                                               | Politique              | Politique                                                                                |
| Nom                      | Nom                                                      | Abbr.                    | Fondé       | Dissout     | Récipiendaire de fonds publics européens                      | Idéologie                                                               | Intégration européenne | Groupe politique                                                                         |
| ------------------------ | -------------------------------------------------------- | ------------------------ | ----------- | ----------- | ------------------------------------------------------------- | ----------------------------------------------------------------------- | ---------------------- | ---------------------------------------------------------------------------------------- |
|                          | Alliance pour la démocratie directe en Europe            | ADDE                     | 2014        | 2017        | 2015, éligible en 2016-17 mais n'a pas reçu de financement,   | Démocratie directe National-conservatisme Populisme de droite           | Euroscepticisme        | Europe de la liberté et de la démocratie directe                                         |
|                          | Alliance des démocrates indépendants en Europe           | ADIE                     | 2005        | 2008        | 2006–2008                                                     | Populisme de droite National-conservatisme                              | Euroscepticisme dur    | Groupe Indépendance/Démocratie                                                           |
|                          | Alliance pour l'Europe des nations                       | AEN                      | 2002        | 2009        | 2004–2009                                                     | Conservatisme National-conservatisme                                    | Euroscepticisme dur    | Union pour l'Europe des nations                                                          |
|                          | Coalition pour la vie et la famille                      | CVF                      | 2016        |             | Éligible en 2017 mais n'a pas reçu de financement,            | Conservatisme social Catholicisme politique Nationalisme Réactionarisme |                        |                                                                                          |
|                          | Alliance européenne pour la liberté                      | EAF                      | 2010        | 2016        | 2011–2016                                                     | Souverainisme Populisme de droite Nationalisme                          | Euroscepticisme        | Europe des nations et des libertés                                                       |
|                          | Européens unis pour la démocratie                        | EUD                      | 2005        | 2017        | 2006–2016, éligible en 2017 mais n'a pas reçu de financement, | Euroscepticisme léger                                                   | Euroscepticisme        | Groupe Indépendance/Démocratie Parti des conservateurs et réformistes européens The Left |
|                          | Libertas.eu                                              |                          | 2008        | 2010        | Éligible en 2009 mais n'a pas reçu de financement,            | Anti-Traité de Lisbonne                                                 | Euroscepticisme        | Europe libertés démocratie                                                               |
|                          | Mouvement pour l'Europe des libertés et de la démocratie | MELD                     | 2011        | 2015        | 2012–2015                                                     | National-conservatisme Populisme de droite                              | Euroscepticisme        | Europe libertés démocratie                                                               |

## Autres entités politiques
Outre les partis politiques européens enregistrés, de nombreuses autres entités sont politiquement actives au niveau européen sans répondre aux critères d’enregistrement ou sans souhaiter s’enregistrer. Elles diffèrent par leur niveau d’intégration, leur objectif et leur composition.
Certaines sont fortement centralisés et ressemblent à des partis nationaux mais opèrent à travers l'Europe, comme Volt Europa ou DieM25 ; elles sont souvent désignées ou se désignent elles-mêmes comme des « partis transnationaux » ou des « mouvements », et parfois à tort comme des « partis européens ».
D’autres sont organisées de manière plus lâche et agissent comme des réseaux ou des forums pour les partis politiques nationaux. Ces entités fournissent parfois à leurs membres une plateforme électorale commune pour les élections européennes.

## Relations avec le Parlement européen
Les groupes politiques du Parlement européen sont les groupes parlementaires officiellement reconnus, composés de législateurs d'idéologies alignées au Parlement européen. Chaque groupe politique possède généralement un socle de principes politiques communs.
Un groupe politique du Parlement européen constitue généralement la représentation parlementaire officielle d'un ou deux partis politiques européens, parfois complétées par des membres d'autres partis politiques nationaux ou des politiciens indépendants. Il est strictement interdit aux groupes politiques d’organiser ou de financer des campagnes politiques lors des élections européennes, puisque cela relève de la responsabilité exclusive des partis européens.
À la suite des élections européennes de 2024, le Fidesz et le FPÖ créent le groupe Patriotes pour l'Europe. Certains partis du groupe Identité et démocratie, dont le Rassemblement national, le rejoignent. 
Le parti allemand Alternative pour l'Allemagne crée le groupe L'Europe des nations souveraines.
| Groupe | Groupe                                                                          | Partis ou sous-groupes européens | Chef(s) de file                                | Députés           | Pourcentage          | États membres |
| ------ | ------------------------------------------------------------------------------- | --- | ---------------------------------------------- | ----------------- | -------------------- | ------------- |
|        | Groupe du Parti populaire européen (PPE)                                        | Parti populaire européen (PPE) Mouvement politique chrétien européen (MPCE) Alliance libre européenne (ALE)                                                                  | Manfred Weber                                  | 188               | 26,11 %              | 27 (Tous)     |
|        | Alliance progressiste des socialistes et démocrates au Parlement européen (S&D) | Parti socialiste européen (PSE) | Iratxe García                                  | 136               | 18,88 %              | 25 Tous sauf: |
|        | Patriotes pour l’Europe                                                         | Patriotes.eu Alliance des conservateurs et réformistes européens (ACRE) Mouvement politique chrétien européen (MPCE)                                                         | Jordan Bardella                                | 86                | 11,94 %              | 13            |
|        | Conservateurs et réformistes européens (CRE)                                    | Alliance des conservateurs et réformistes européens (ACRE) Mouvement politique chrétien européen (MPCE) Alliance libre européenne (ALE)                                      | Nicola PROCACCINI Joachim Stanisław BRUDZIŃSKI | 78                | 10,83 %              | 18 Tous sauf: |
|        | Renew Europe (RE)                                                               | Alliance des démocrates et des libéraux pour l'Europe (ALDE) Parti démocrate européen (PDE)                                                                                  | Valérie Hayer                                  | 77                | 10,69 %              | 20 Tous sauf: |
|        | Groupe des Verts/Alliance libre européenne (Verts/ALE)                          | Parti vert européen (PVL) Alliance libre européenne (ALE) Parti pirate européen (PPEU) Volt Europa (Volt)                                                                    | Bas Eickhout Terry Reintke                     | 53                | 7,36 %               | 17 Tous sauf: |
|        | Groupe de la Gauche au Parlement européen (GUE/NGL)                             | Parti de la gauche européenne (PGE) Alliance de la Gauche verte nordique (NGL) Maintenant le peuple (MLP) Animal Politics EU (APEU) Gauche anticapitaliste européenne (GACE) | Manon Aubry Martin Schirdewan                  | 46                | 6,38 %               | 13            |
|        | L'Europe des nations souveraines (ENS)                                          | | René Aust Stanisław Tyszka                     | 25                | 3,47 %               | 8             |
|        | Non-inscrits (NI)                                                               | Alliance Sahra Wagenknecht SMER – social-démocratie Se Acabó La Fiesta (SALF) Autres                                                                                         | Néant                                          | ~33 (à confirmer) | ~4,58% (à confirmer) | 8             |
|        | Sièges vacants                                                                  | - | -                                              | 0                 | 0%                   | -             |
| Total  | Total                                                                           | Total | Total                                          | 720               | 100%                 | 27            |

## Présence dans les institutions européennes
| Organisation     | Institution                              | Nombre de sièges | Pourcentage |
| ---------------- | ---------------------------------------- | ---------------- | ----------- |
| Union européenne | Parlement européen                       | 634 / 720        | 88.06%      |
| Union européenne | Commission européenne                    | 21 / 27          | 77.78%      |
| Union européenne | Conseil européen (Chefs de gouvernement) | 21 / 27          | 77.78%      |
| Union européenne | Comité des régions                       | 312 / 329        | 94.83%      |

## Critique

### Cadre de financement
Le cadre de financement des partis politiques européens a été critiqué pour ne pas offrir des conditions de concurrence équitables aux petits partis et pour rendre les partis européens trop dépendants du financement public.
Dans le cadre actuel du financement public, 90% de l'enveloppe totale des partis européens est répartie proportionnellement au nombre de députés des partis. Cette forte dépendance vis-à-vis des députés européens désavantage directement les petits partis qui ne parviennent pas à atteindre les seuils électoraux nationaux pour les élections européennes. Par conséquent, les votes inférieurs aux seuils électoraux ne contribuent pas à l'accès au financement public. Dans leur projet de rapport sur la mise en œuvre du règlement 1141/2014, les rapporteurs Charles Goerens et Rainer Wieland ont demandé que la répartition des fonds publics soit basée sur le nombre de voix obtenues lors des dernières élections européennes. Le rapport de mise en œuvre adopté par la commission AFCO du Parlement européen a appelé la Commission à évaluer si les systèmes de financement basés sur les votes pouvaient être utilisés et a noté que ce changement pourrait augmenter la participation et promouvoir le pluralisme.
L'Alliance libre européenne a également proposé de réduire la part du financement public distribué proportionnellement au nombre de députés des partis de 90 à 85%. Il s'agit de la part du financement provenant des députés européens entre 2004 et 2018, avant l'entrée en vigueur du règlement 1141/2014. Ceci augmenterait la part du financement public répartie équitablement entre les partis européens (la somme forfaitaire ).
Dans la pratique, le financement public représente 85 à 90% des revenus des partis européens. Même si cette dépendance au financement public signifie que les partis européens ne sont pas redevables à des intérêts privés ou à de riches donateurs, ce pourcentage extrêmement élevé signifie que les partis européens n’ont qu’une incitation limitée à solliciter le soutien des citoyens. Ceci est d’autant plus vrai que la majeure partie des revenus privés des partis européens (les 10 à 15% restants) provient des contributions des partis membres nationaux, qui incluent des financements publics nationaux. En conséquence, les dons directs des citoyens aux partis européens sont marginaux ; plusieurs partis européens, dont le PPE et le PSE, les deux plus grands partis européens, ne collectent pas de dons auprès des particuliers. Les partis européens eux-mêmes n’ont cessé de réclamer une diminution de leur taux de cofinancement, estimant que les fonds privés étaient difficiles à lever. Ce taux s’élevait à 25% en 2004, à 15% en 2007 et à 10% depuis 2018 ; à la suite des appels du Parlement européen, la Commission européenne a proposé de ramener ce taux à 5%, et à 0% en années électorales.
De manière plus générale, le cadre actuel de financement public a été critiqué pour ne pas récompenser d’autres aspects importants des partis politiques que la performance électorale, comme l’inscription de membres individuels ou la collecte de dons privés auprès des citoyens.

### Liens limités avec les partis nationaux
L'article 22 interdit aux partis politiques européens de financer directement ou indirectement d'autres partis politiques, en particulier des partis ou des candidats nationaux, et de financer des campagnes référendaires. Si l’interdiction du financement des partis nationaux a été mise en place afin d’éviter le détournement des fonds publics européens vers les partis nationaux et la politique nationale, elle empêche également la consolidation des liens entre les partis politiques nationaux et européens. De plus, les partis européens se sont plaints du fait que cette formulation était difficile à concilier avec celle de l’article 21 autorisant les partis européens à faire campagne pour les élections européennes.
Dans son rapport de 2021 sur la mise en œuvre du règlement 1141/2014, le Parlement européen a estimé que l’interdiction de financer des campagnes référendaires sur des questions européennes allait à l’encontre de l’objectif des partis politiques européens et a demandé la levée de cette interdiction.

### Manque de transparence
Le règlement 1141/2014 a été critiqué pour son manque de transparence sur le financement des partis européens. Actuellement, l'APPF fournit l'identité des donateurs individuels pour les dons supérieurs à 3 000 € par an, et entre 1 500 € et 3 000 € si le donateur a donné son consentement. Jusqu'en 2024, aucun don compris entre 1 500 et 3 000 € n'a jamais été publié avec l'identité d'un donateur individuel. Dans leur projet de rapport sur la mise en œuvre du règlement 1141/2014, les rapporteurs Charles Goerens et Rainer Wieland ont appelé à une obligation de rendre compte publiquement de tous les dons, quelle que soit leur valeur ; d’autres députés ont proposé d’intensifier le contrôle des dons inférieurs à 500 € par an et par donateur.
Dans son rapport « Logos Project » d'avril 2021, analysant la visibilité des logos des partis européens sur les sites Internet de leurs partis membres nationaux, European Democracy Consulting a constaté que « les partis membres nationaux ne parviennent pas, de manière écrasante, à mettre en œuvre correctement l'exigence d'affichage du règlement et à assurer la visibilité nécessaire de leur lien vers leur parti européen d'affiliation. » Cette conclusion a été confirmée par le Parlement européen dans son rapport de mise en œuvre du règlement 1141/2014, qui a rappelé l'obligation « d'afficher le logo, le programme politique et le lien vers le site Internet de leur parti européen d'affiliation sur leurs sites Internet "d'une manière clairement visible et conviviale" », et a exprimé son inquiétude quant au fait que « selon le Logos Project d'European Democracy Consulting, les partis membres nationaux ne parviennent pas de manière écrasante à mettre en œuvre correctement l'exigence d'affichage du règlement, car seulement 15% d'entre eux affichent le logo de manière claire et conviviale". En conséquence, le Parlement européen a demandé à la Commission de « fournir des exigences claires et des lignes directrices détaillées concernant la visibilité du parti politique européen d'affiliation afin de garantir l'application de l'article 18, paragraphe 2, point a), du règlement relatif à l'affichage des logos des partis politiques européens à côté des logos des partis nationaux ou régionaux ».
Enfin, l'APPF et le Parlement européen ont été critiqués pour avoir publié des informations sur le financement des partis européens sur des sites Internet distincts et, dans le cas du Parlement européen, sur un sous-site Internet dédié aux « contrats et subventions », limitant ainsi davantage la visibilité et la cohérence des informations fournies aux citoyens. Parallèlement, l'article 32.1 du règlement 1141/2014 demande au Parlement européen et à l'APPF de publier des informations « sur un site Internet créé à cet effet », demandant apparemment que toutes les informations soient rapportées sur une plateforme unique.

## Remarques
1. ↑  L'article 10.4 du Traité sur l'Union européenne de 2007 stipule que « les partis politiques au niveau européen contribuent à la formation de la conscience politique européenne » et le règlement 1524/2007 de décembre 2007 établit « le statut des partis politiques au niveau européen et les règles relatives à leur financement ». Cependant, le règlement 1141/2014, adopté en octobre 2014, est « relatif au statut et au financement des partis politiques européens « et son article 2 établit une définition du « parti politique européen ».
2. ↑  L'article 1er définit quant à lui un parti politique comme « une association de citoyens qui poursuit des objectifs politiques et qui est soit reconnue par l'ordre juridique d'au moins un État membre, soit établie conformément à celui-ci ».
3. ↑  La note du Secrétaire général du Parlement européen sur les rapports finaux 2016 des partis politiques et des fondations au niveau européen indique que l'ADDE était « en procédure de dissolution depuis le 26/04/2017 » et que, « l'ADDE a reçu une subvention pour l'exercice 2016 et avait l'obligation de soumettre le rapport final 2016 pour le 30 juin 2017. Le parti n'a pas respecté cette obligation ». En conséquence, la note propose « que le Bureau entame les deux procédures de résiliation des décisions de subvention de 2016 pour le parti ADDE et sa fondation affiliée IDDE. » En ce qui concerne la subvention pour 2017, la note indique qu'« en conséquence [de la procédure de dissolution], le Bureau a entamé la procédure de résiliation de la décision de subvention 2017 pour ADDE conformément à l'article 11.9.2 (e) de la décision d'octroi de subvention. Le Bureau a confirmé le 1er novembre 2017 que la procédure de résiliation sera poursuivie ».
4. ↑  La note du secrétaire général du Parlement européen sur les rapports finaux 2017 des partis politiques et des fondations au niveau européen indique qu' « un parti et une fondation, pour lesquels le préfinancement n'a pas été versé, n'ont ni coopéré avec l'auditeur externe ni soumis de rapport final pour l'exercice 2017. Toutes les tentatives des services du Parlement européen pour contacter les bénéficiaires respectifs sont restées infructueuses. Il semble que les deux entités aient cessé leurs activités. Compte tenu des circonstances et de la non-coopération avec le Parlement européen, il est proposé que le Bureau fixe le montant final de la subvention à zéro. » Plus loin, il conclut que « pour les 22 bénéficiaires mentionnés dans cette note (à l'exception de EUD, CVF et FP) [...] il est donc proposé d'approuver les rapports finaux ». L'EUD ayant renoncé à sa demande de subvention, il ne reste plus que la Coalition pour la vie et la famille (CVF) et la Fondation Pegasus (FP), qui lui est affiliée, comme les « un parti et une fondation » mentionnées ci-dessus. L'annexe 1 de la note confirme qu'aucun préfinancement n'a été versé à ces deux entités.
5. ↑  La note du Secrétaire général du Parlement européen sur les rapports finaux 2017 des partis politiques et des fondations au niveau européen indique que, « sous réserve de la procédure de dissolution, le parti [avait] renoncé à la subvention 2017 ».
6. ↑  La note du Secrétaire général du Parlement européen sur les rapports finaux 2009 des partis politiques et des fondations au niveau européen indique qu'« une décision positive initiale concernant le dixième candidat, le Libertas Party Limited, a ensuite été suspendue ; par conséquent, une convention de subvention n'a jamais été signée ».